# Perossimonosolfato

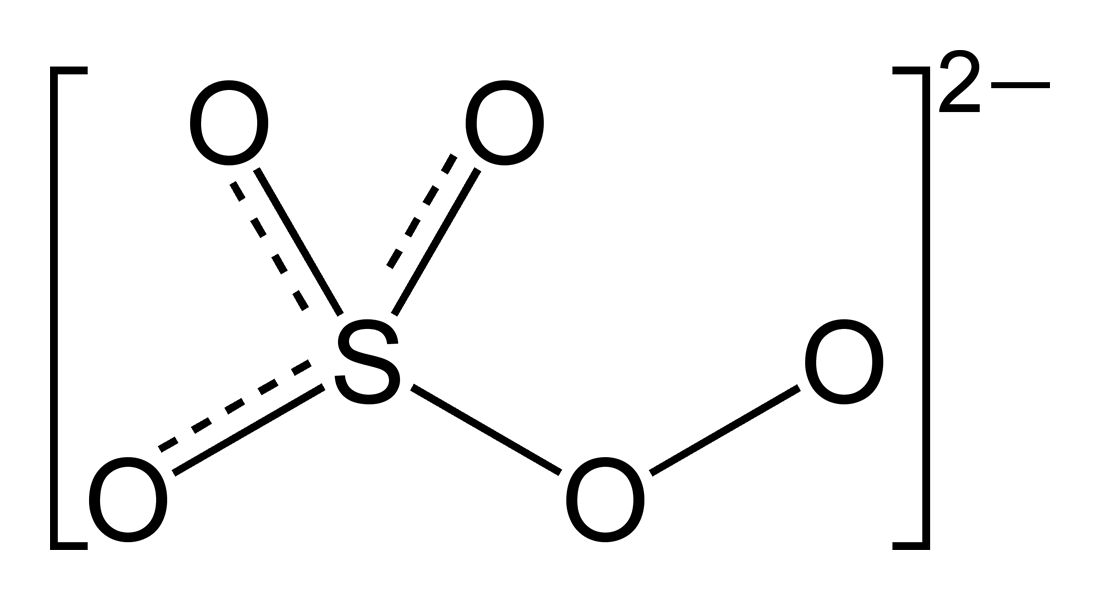
La formula di struttura dello ione perossomonosolfato.

Lo ione perossimonosolfato è un anione appartenente alla classe dei perossisolfati, di formula  SO52−. 
Possiede lo zolfo con stato di ossidazione +6, tre atomi di ossigeno con n.o. -2 e due con n.o. -1, che gli conferiscono la caratteristica di perossido.
I sali contenenti questo ione vengono chiamati perossimonosolfati e si formano quando il suo acido coniugato, l'acido perossimonosolforico, reagisce con una base.
Questi sali sono molto instabili, e in condizioni normali si decompongono rapidamente in ossigeno, acqua ossigenata e acido perossidisolforico.